# Artyom Fomichev
Artyom Valeryevich Fomichev (tiếng Nga: Артём Валерьевич Фомичев; sinh ngày 25 tháng 3 năm 1993) là một hậu vệ bóng đá người Nga. Anh thi đấu cho FSK Dolgoprudny.

## Sự nghiệp câu lạc bộ
Anh có màn ra mắt tại Russian Second Division cho FC Dolgoprudny vào ngày 20 tháng 4 năm 2013 trong trận đấu với FC Karelia Petrozavodsk.